# 호레이스 트럼바우어
호레이스 트럼바우어(1868년 12월 28일 ~ 1938년 9월 18일)는 미국의 건축가이다. 그는 또한 호텔, 사무실 건물, 그리고 듀크 대학교의 캠퍼스 대부분을 디자인했다. 트룸바우어의 거대한 궁전은 그의 "강도 남작" 고객들의 자아를 우쭐하게 했지만, 그의 전문 동료들에 의해 기각되었다. 그의 작품은 그를 부자로 만들었지만, 그의 건물들은 긍정적인 비판적인 인정을 거의 받지 못했다. 그러나 오늘날, 그는 그의 건물들이 오늘날까지도 비판적인 찬사를 이끌어내며, 미국 최고의 건축가들 중 한 명으로 칭송 받고 있다.

## 직업
트럼바우어는 필라델피아에서 세일즈맨 요시아 블라이러 트럼바워와 메리 말비나 트럼바워의 아들로 태어났다. 그는 G.W.와 W.D.에서 6년간의 견습 생활을 마쳤다. 그는 21살에 자신의 건축 사무소를 열었다. 그는 개발업자 웬델과 스미스를 위해 오버브룩 농장과 웨인 에스테이트 개발을 포함한 중산층 계획 공동체를 위한 집을 설계하는 일을 했다.
트럼바우어의 첫 번째 주요 임무는 그레이 타워스 (1893년)로, 설탕 거물 윌리엄 웰시 해리슨을 위해 설계되었다. 외관은 잉글랜드 노섬벌랜드에 있는 알닉 성을 기반으로 했지만 내부는 르네상스부터 루이 15세까지 프랑스식이었다.

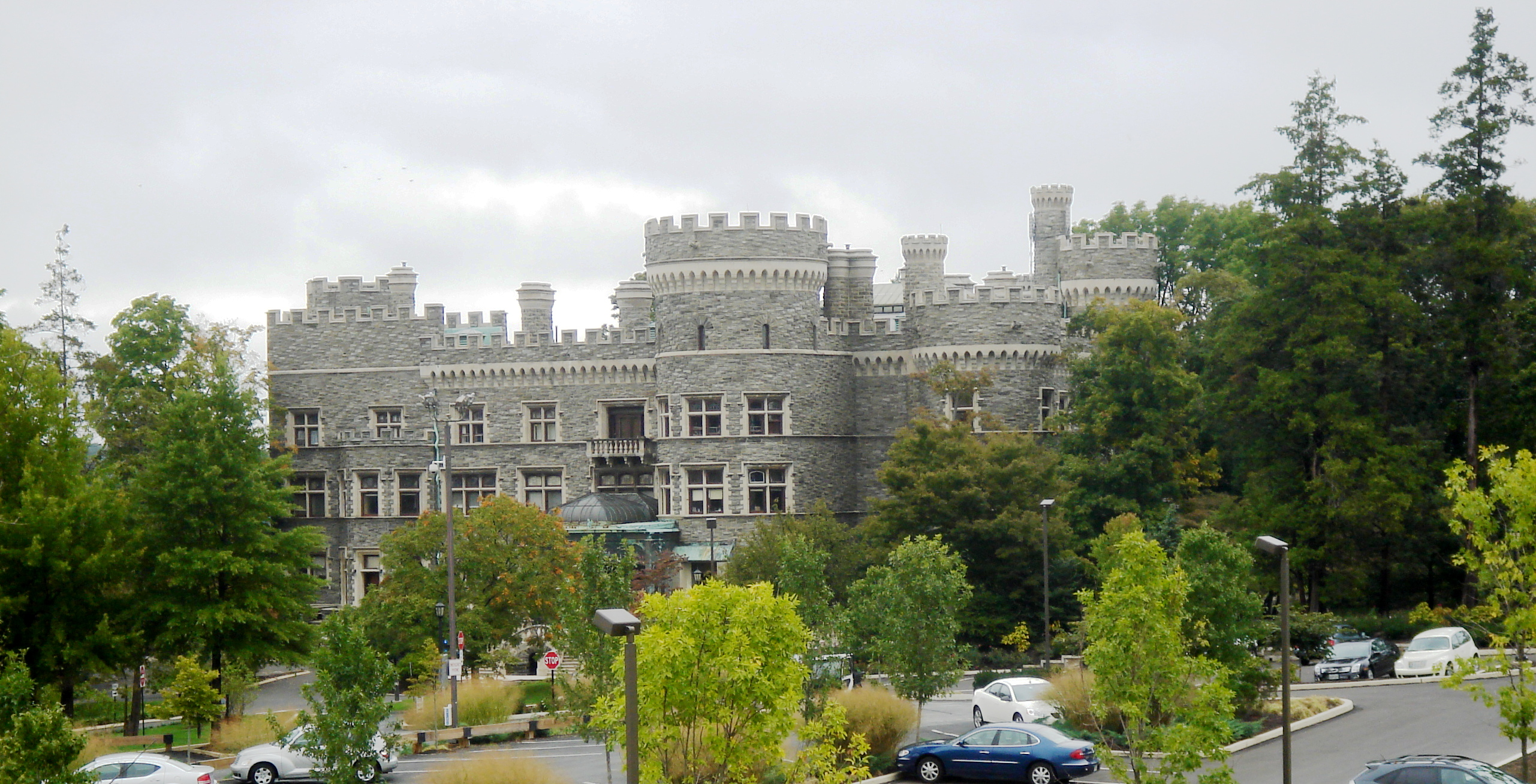
그레이 타워 성, 글렌사이드, 펜실베니아(1893). 지금 아카디아 대학.

해리슨은 그를 110실 규모의 조지아 부흥 궁전 린우드 홀 (1897–1900)을 가진 피터 A. B. 위더너에게 소개하여 트럼바우어의 성공적인 경력을 시작했다. 그는 뉴욕주 필라델피아와 로드아일랜드주 뉴포트에 저택을 설계했다. 이러한 인맥 등을 통해 사무용 건물, 병원, 기관용 건물을 설계했다. 그의 학문적 시설 설계로 유명한 그의 가장 주목할 만한 작품들 중에는 펜실베니아 대학교, 하버드 대학교, 듀크 대학교 등의 커미션들이 포함되어 있다. 하버드 대학의 주요 도서관인 해리 엘킨스 위더너 기념 도서관은 RMS 타이타닉에서 사망한 열정적인 젊은 독서광인 그녀의 아들 1907년 학번 해리를 추모하기 위해 엘리너 엘킨스 위더너의 선물로 지어졌다.
1903년 4월 25일, 트럼바우어는 사라 톰슨 윌리엄스와 결혼했고, 그녀의 딸 아그네스 헬레나 스미스의 의붓아버지가 되었다. Comly Smith. Architecture Record는 그의 첫 번째 주요 임무가 있은 지 10년도 채 되지 않은 1904년에 그의 작품에 대한 조사를 출판했다.

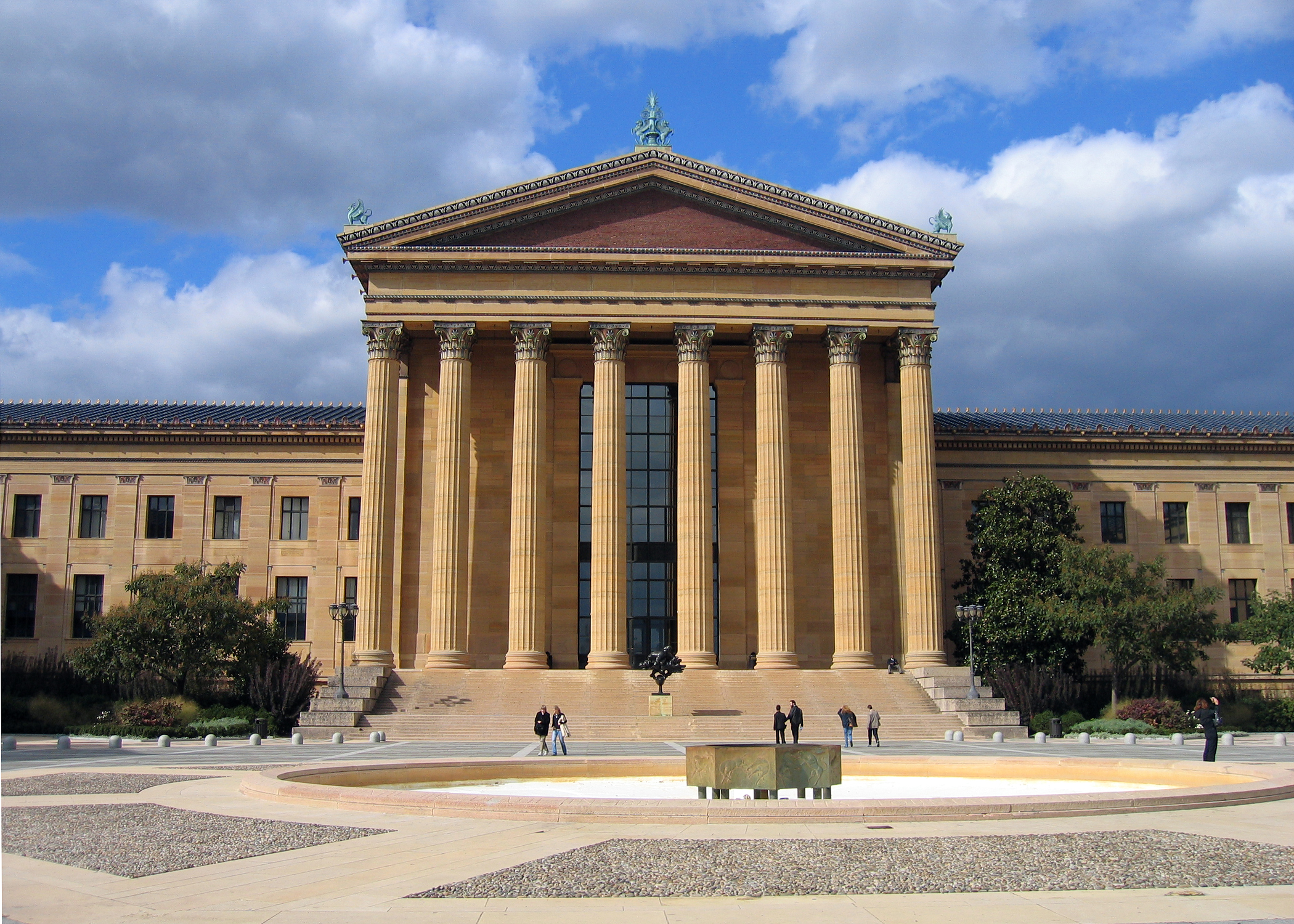
필라델피아 미술관 (1916-28). 이것은 Trumbauer의 회사와 Zantzinger, Borie 및 Medary 간의 협력이었다.

1906년, 트럼바우어는 펜실베이니아 대학교 건축학과를 졸업한 최초의 아프리카계 미국인 줄리언 아벨을 고용하여 1909년 수석 디자이너로 승진시켰다. 트룸바우어의 후기 건물들 중 많은 것들이 아벨레의 것으로 여겨지지만, 이것은 대부분 추측과 희망적인 생각, 그리고 "소수 세탁"이다. 1934년, 아벨레는 트룸바우어의 생전에 디자인된 회사의 어떤 건물도 신용을 주장하지 않았다.
필라델피아 미술관(1916–28)의 커미션은 트럼바우어의 회사와 잔칭거, 보리, 메다리가 공동으로 맡았다. 트럼바우어의 건축가 하웰 루이스 셰이는 건물의 설계와 질량을 인정받았지만, 원근법은 아벨의 손에 있는 것으로 보인다. 1928년에 문을 열었을 때, 그 건물은 엄청나게 큰 규모와 "위대한 그리스식 차고"라는 별명을 가진 것으로 비판을 받았다. 하지만 페어마운트 언덕에 자리잡고 벤저민 프랭클린 파크웨이의 축을 끝낸 이곳은 현재 미국에서 가장 웅장한 위치에 있는 박물관으로 여겨진다.
1923년, 트럼바우어는 레딩 컴퍼니에 고용되어 젠킨타운 기차역을 설계했다. 앤 여왕의 부흥 건축의 좋은 예로서, 그것은 오늘날에도 젠킨타운-윈코트 역으로서 서 있으며 2014년에 미국 국립 사적지에 등록되었다. 그의 작품은 1928년 하계 올림픽 미술 경연 대회의 일부이기도 했다.
1933년, 트럼바우어는 메이시의 설립자 이시도르 스트라우스의 막내 아들인 허버트 네이선 스트라우스를 위해 화려한 안시엔-레짐 프랑스식 저택을 짓도록 의뢰받았다. 허버트 N. 스트라우스 하우스는 석회암으로 지어졌으며, 전면에는 복잡한 조각들이 새겨져 있으며, 현재 맨해튼에서 가장 큰 개인 주택이다. 그 저택은 당시 산업계의 귀족들이 요구했던 고전적이지만 화려한 양식의 예시이다.

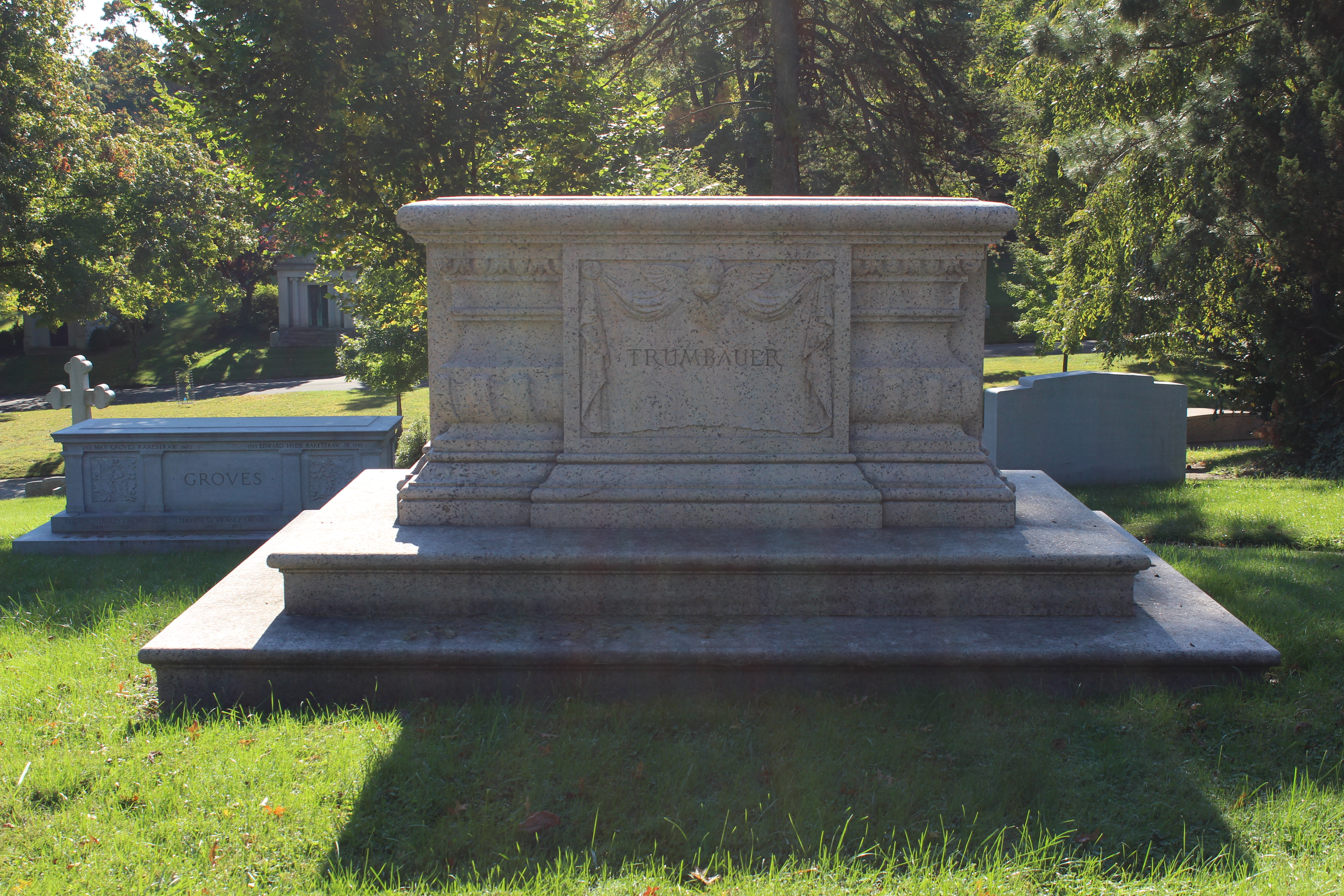
West Laurel Hill Cemetery 에 있는 Trumbauer의 무덤

엄청난 성공과 부유한 고객들을 감동시키는 그의 명백한 능력에도 불구하고, 트럼바워는 그의 공식적인 교육 부족에 대한 압도적인 수줍음과 열등감에 시달렸다. 그는 대공황 때까지 여러 차례 임무를 맡았으나, 술을 많이 마시기 시작했고, 1938년 간경화로 비극적으로 사망했다. 그는 펜실베니아 주 발라 신위드의 웨스트 로렐 힐 묘지에 묻혔다.

## 건축물

### 필라델피아와 그 교외

#### 주거용

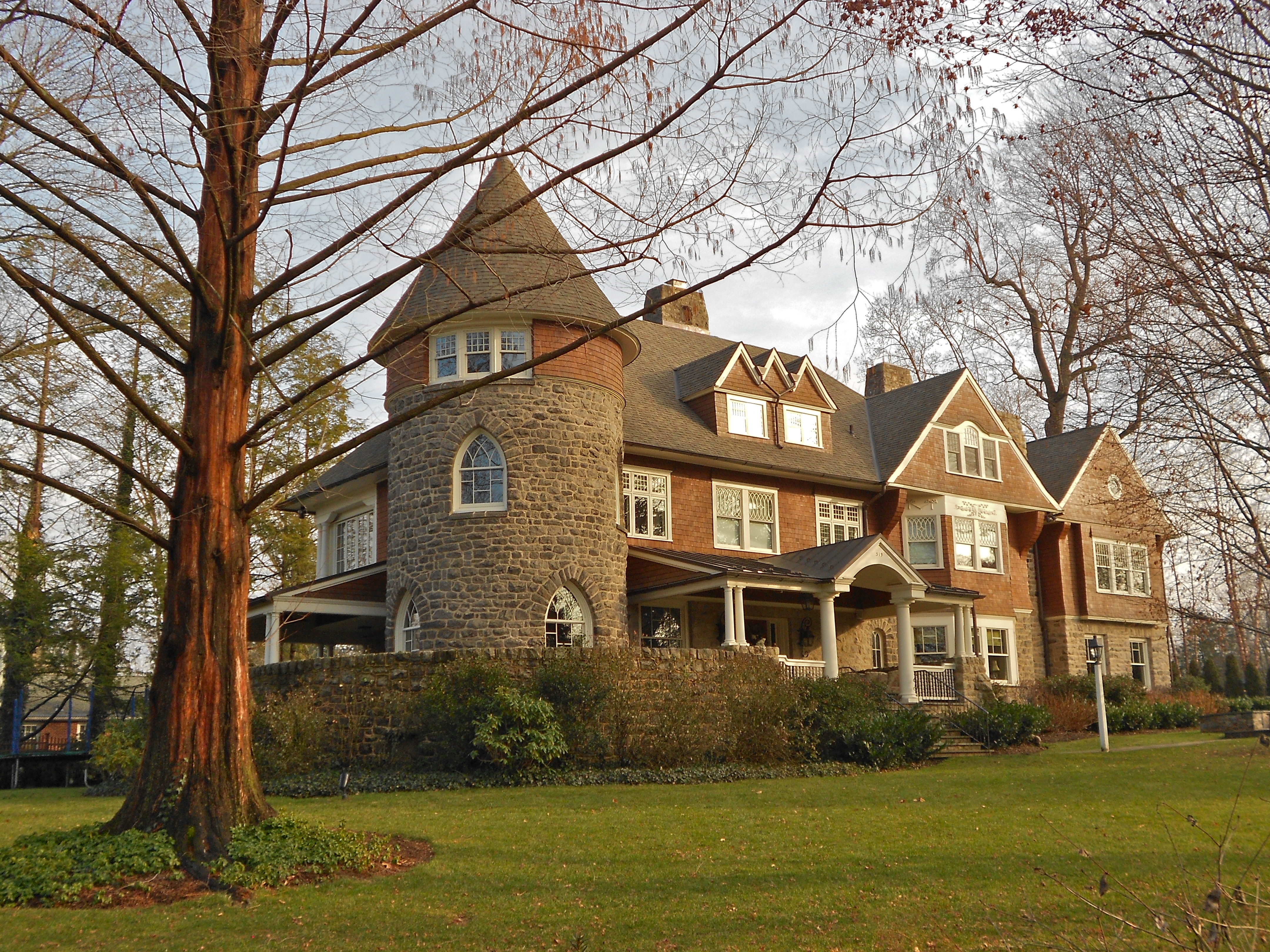
존 H. 와트 하우스, 웨인, 펜실베니아(1893).

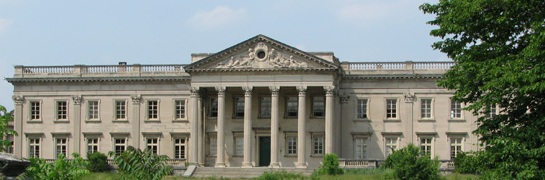
Lynnewood Hall (Peter AB Widener 맨션), Elkins Park, PA (1897-1900).

- 에드워드 B. 시모어 하우스 (1891)
- 존 H. 와트 하우스("타워 하우스"), 웨인, 펜실베니아(1893). Wendell & Smith의 Wayne Estate 개발의 일부이다.
- 그레이 타워 성 (윌리엄 웰시 해리슨 맨션), 글렌사이드, 펜실베니아 (1893-94)
- Chelten House (George W. Elkins 맨션), Elkins Park, PA (1896, 1909 재건)[1]
- Lynnewood Hall ( Peter AB Widener 맨션), Elkins Park, PA (1897-1900)
- 존 C. 벨 하우스, 리튼하우스 광장(1906)
- Elstowe Manor ( William L. Elkins 맨션), Elkins Park, PA (1898)
- Edward C. Knight 타운하우스, 1629 Locust St., 필라델피아, PA(1902)
- 조지아 테라스 (조지 F. 타일러 맨션), 엘킨스 파크, 펜실베니아 (1905) (현재 Stella Elkins Tyler School of Art, Temple University )
- Isle Field(맨션), Villanova, PA(1911)(현재 Agnes Irwin School 사무실)
- Ardrossan, Radnor, PA (1913)[2]
- 블룸필드, 빌라노바, PA[3]
- Whitemarsh Hall ( Edward T. Stotesbury 맨션), Wyndmoor, PA (1916-21, 1980 철거)
- Ronaele Manor(Fitz Eugene Dixon 맨션), Elkins Park, PA(1923~26, 1974년 철거).[4][5][6] 부인. Dixon은 Eleanor Widener였다. 맨션의 이름은 그녀의 철자를 거꾸로 쓴 것이다. LaSalle College Christian Brothers는 1950년부터 1974년까지 이 저택을 소유하여 Anselm Hall로 이름을 변경했다.[7]
- Woodcrest 맨션, 610 King of Prussia Rd. 래드너 타운십, 펜실베니아 (1901 - 1907)
- 141 Pelham Rd., W. Mt. Airy, Philadelphia, PA(출처: Germantown Historical Society)
- 209 Pelham Rd., W. Mt. Airy, Philadelphia, PA(출처: Germantown Historical Society)
- Katherine Craig Wright Muckl Mansion, 11 Coopertown Rd, Haverford, PA (1926)[8]
- Woodburne 맨션 (Edgar Thomson Scott Sr. 맨션), Darby, PA (1906)

#### 광고

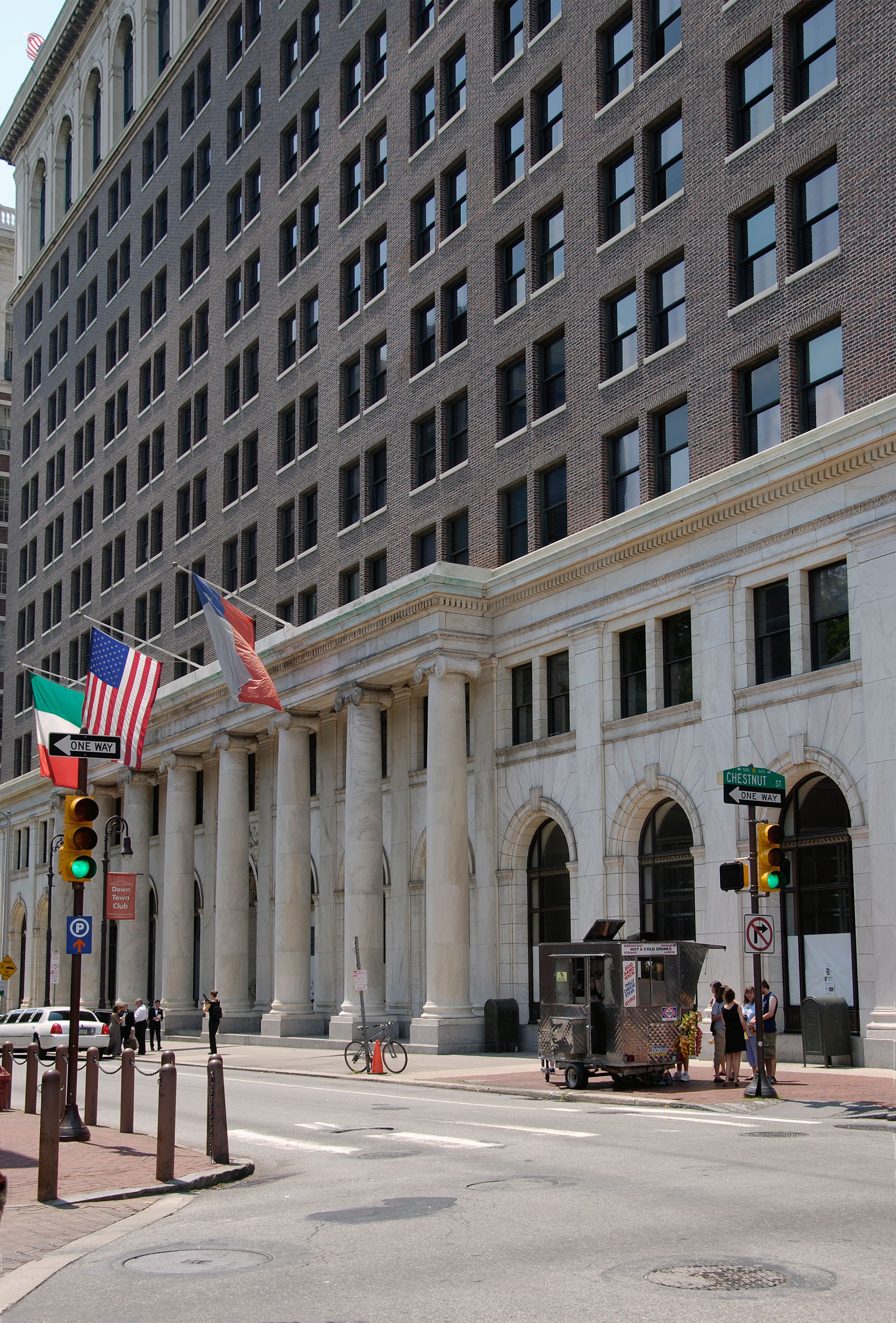
공공 원장 빌딩, 필라델피아 (1921).

- 세인트 제임스 아파트 하우스, 13th & Walnut Sts., 필라델피아, PA (1901)[9]
- Land Title Building, 100 S. Broad St., 필라델피아, PA (1902)
- Ritz-Carlton Hotel, Philadelphia, SE corner Broad & Walnut St., Philadelphia, PA(1911, 인지할 수 없을 정도로 변경됨)[10]
- Widener Building, South Penn Square, 필라델피아, PA (1914)[11]
- Adelphia Hotel, 1229 Chestnut St., 필라델피아, PA (1914)[12]
- Beneficial Savings Fund Society Building, SW corner 12th & Chestnut Sts., Philadelphia, PA(1916)[13]
- Bankers' Trust Office Building, 12th & Chestnut Sts., 필라델피아, PA (1922)
- Public Ledger Building, 6th & Chestnut Sts., 필라델피아, PA (1923)
- 벤자민 프랭클린 호텔, 834 Chestnut St., 필라델피아, PA (1925)[14]
- Chateau Crillon Apartment House, Locust St. & Rittenhouse Square West, 필라델피아, PA (1928)
- Jenkintown 기차역, Jenkintown, PA (1932)
- 필라델피아 라켓 클럽, 필라델피아, 펜실베니아 (1906)[15]
- Equitable Trust Building, 1405 Locust St., 필라델피아, PA (1925)
- 노스 브로드 스트리트 역, 필라델피아, 펜실베니아 (1929)
- 필라델피아 증권 거래소, 1409 1411 Walnut St. Philadelphia, PA (1913)

#### 문화, 의료 및 교육

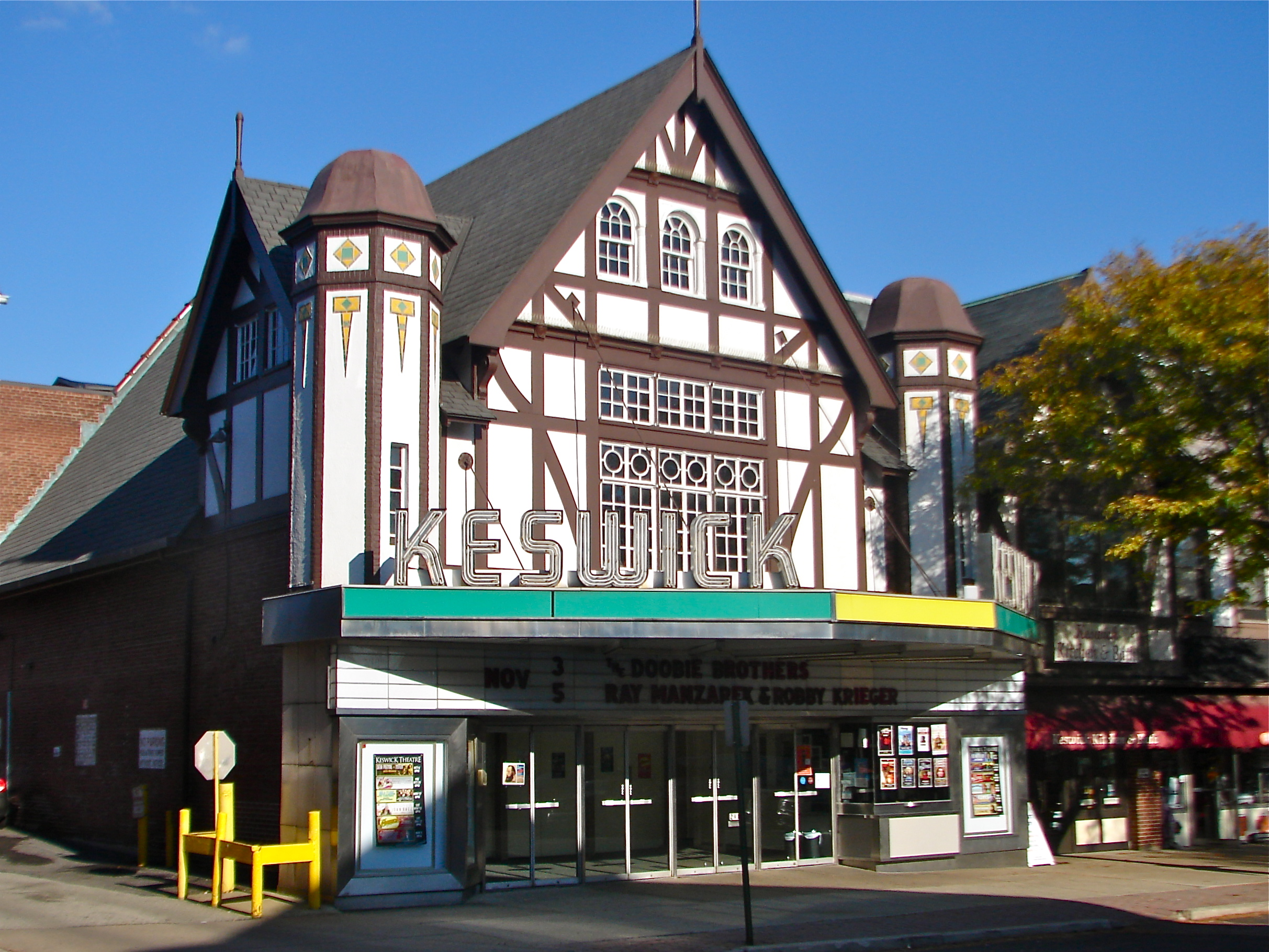
케스윅 극장.

- 윌로우 그로브 공원 의 뮤직 파빌리온, 윌로우 그로브, 펜실베니아(1895, 철거)[16]
- West Park의 Bandshell, Allentown, PA (1908-1909)
- 필라델피아 연합 리그 별관, 15th & Sansom Sts., 필라델피아(1909)
- Elkins Memorial YMCA, Arch St., 필라델피아(1911)[17]
- 필라델피아 라켓 클럽, 213–25 S. 16th St., 필라델피아 (1912)
- 장애 아동을 위한 와이드너 기념 훈련 학교, 1450 W. Olney Ave., 필라델피아(1912–14)
- 필라델피아 미술관 ( Zantzinger, Borie 및 Medary 포함), 필라델피아 (1916-28)
- 사회 서비스 건물, 필라델피아 (1923–24)
- 필라델피아 의 파크웨이 중앙 도서관 무료 도서관, 로건 스퀘어, 필라델피아(1925-27)
- Edgar Fahs Smith의 동상 받침대, 필라델피아 (1926)
- Irvine Auditorium, University of Pennsylvania, 34th & Spruce Sts., 필라델피아(1926-32)
- Keswick 극장, 글렌사이드, 펜실베니아 (1928)
- Hahnemann University Hospital South Tower, 필라델피아 (1928)[18]
- 제퍼슨 의과 대학, 본관, 필라델피아 (1929)
- Jefferson Medical College, Curtis Clinic, 1001–15 Walnut St., 필라델피아(1931)[19]
- 세인트 폴 성공회, Old York and Ashbourne Rds., Elkins Park, PA (1897-1924)
- West Laurel Hill Cemetery, 227 Belmont Ave., Bala Cynwyd, PA

### 다른 건물

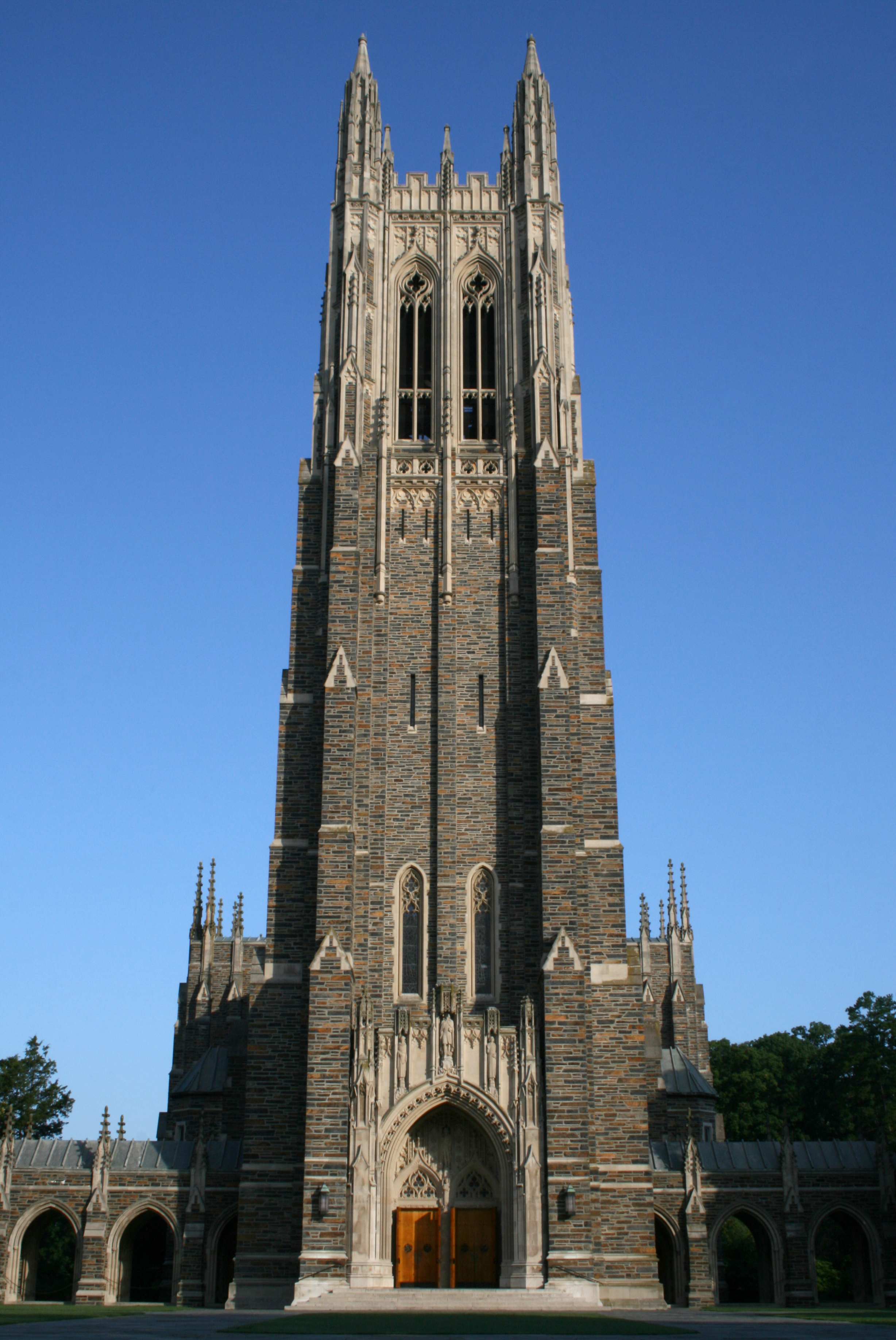
듀크 채플, 듀크 대학교, 노스캐롤라이나 더럼(1934). Julian Abele이 디자인에 기여했다.

- 뉴저지주 서머빌의 성 요한 복음사 성공회(1895)
- The Elms ( Edward Julius Berwind 맨션), 뉴포트, 로드 아일랜드(1899–1901)
- 세인트 캐서린 교회, 스프링 레이크, 뉴저지 (1901)
- The John R. Drexel Mansion, 1 East 62nd Street, New York, NY (1903)
- Clarendon Court(Edward C. Knight 저택), 뉴포트, 로드 아일랜드(1904)
- 페리 벨몬트 하우스, 1618 New Hampshire Ave NW, Washington DC (1906-1909)
- El Pomar Estate, 콜로라도 스프링스, 콜로라도 (1909-1910)
- Consolidation Coal Company Office Building, Fairmont, West Virginia(1911)(현재 WesBanco 빌딩)[20]
- 제임스 B. 듀크 하우스 (현 뉴욕대학교 미술 대학 ), 뉴욕시(1909-1912)
- High Gate (제임스 E. 왓슨 맨션), 페어몬트, 웨스트 버지니아(1910–1913)[21]
- Miramar (Eleanor Elkins Widener 맨션), 뉴포트, 로드 아일랜드(1914)
- Daniel B. Zimmerman Mansion, Somerset Township, Somerset County, Pennsylvania (1915)[22]
- 해리 엘킨스 와이드너 기념 도서관, 하버드 대학교, 매사추세츠 케임브리지(1915)
- 뉴욕 이브닝 포스트 빌딩, 뉴욕, 뉴욕 (1926)
- Pere Marquette Hotel, 501 Main St. Peoria, Illinois (1926)
- Shadow Lawn (Hubert Templeton Parson 맨션), West Long Branch, New Jersey (1927) (현재 Monmouth University 의 Woodrow Wilson Hall)
- Wildenstein Art Gallery, 19-21 East 64th Street, New York, New York (1932)
- Herbert N. Straus House, 9 East 71st Street, New York, New York (1932)
- Rose Terrace (Anna Dodge 맨션), Grosse Pointe Farms, Michigan(1934년, 1976년 철거)[23]
- Duke Chapel, Duke University, Durham, North Carolina (1934) ( Julian Abele 가 디자이너로 인정)
- 엘 미라솔, 팜 비치, 플로리다 (1920)

### 갤러리

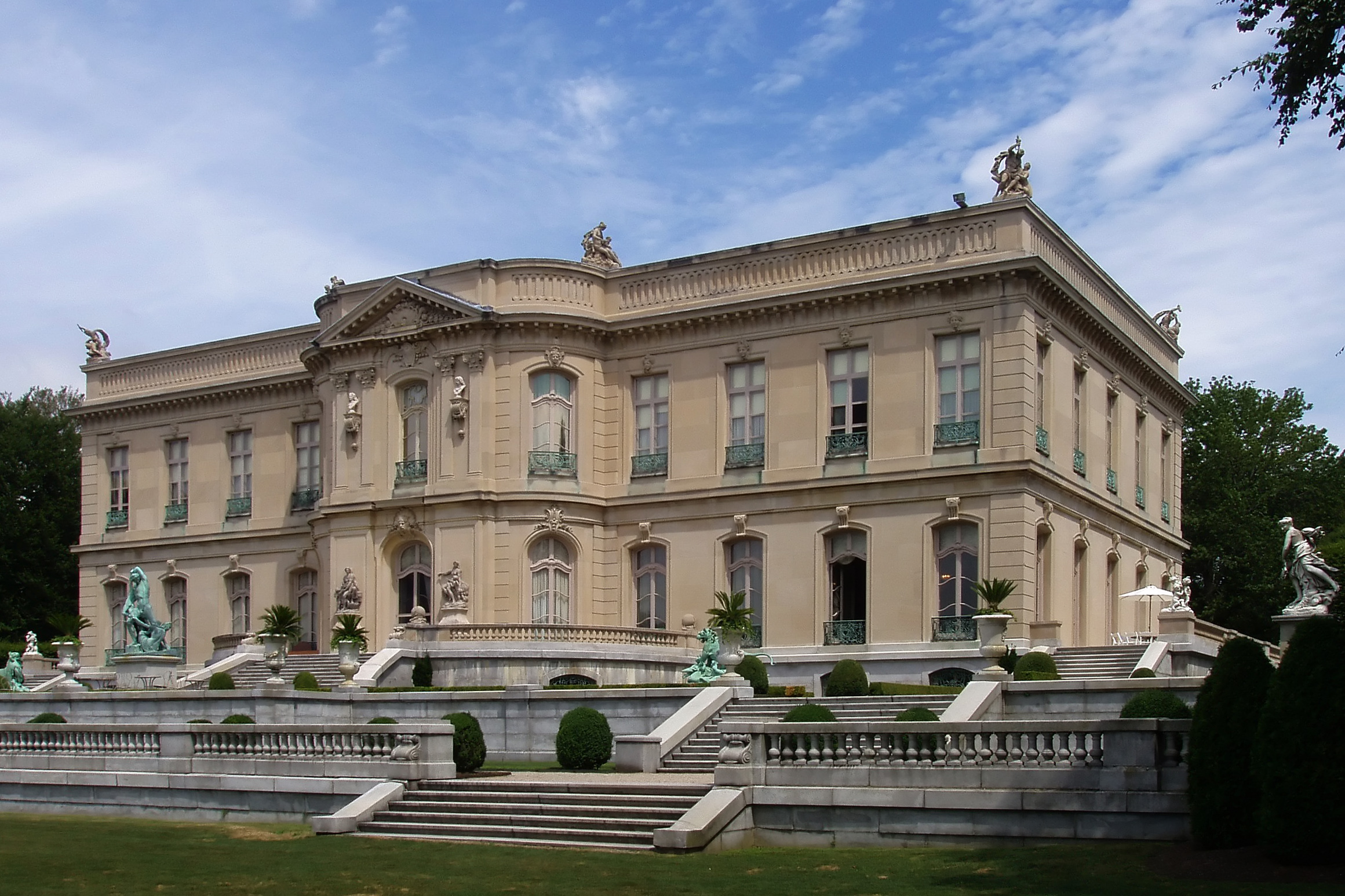
The Elms ( Edward Julius Berwind 맨션), 뉴포트, RI (1899-1901).
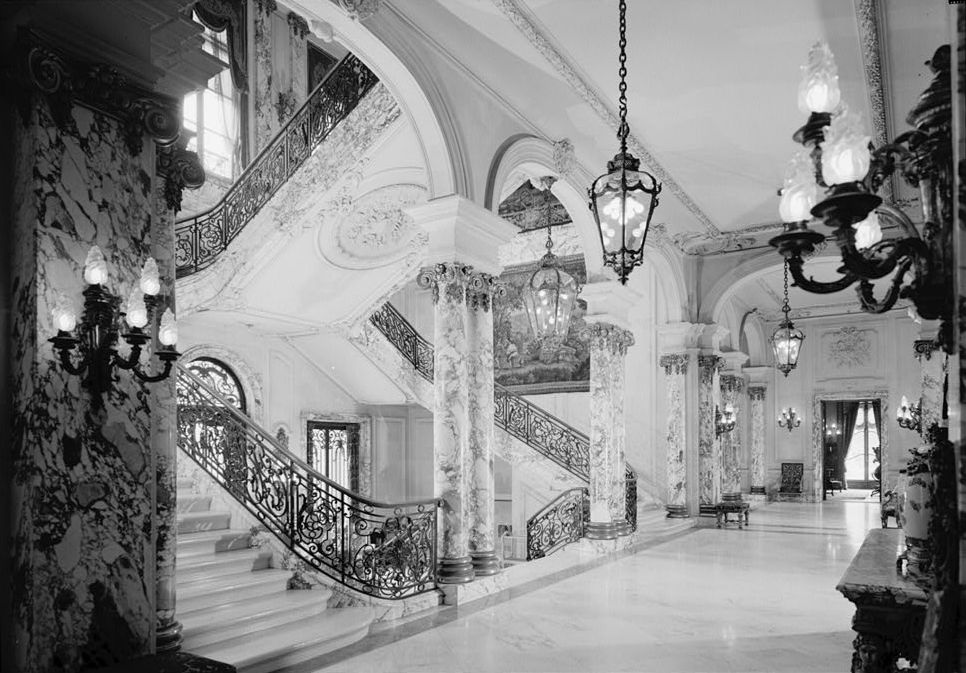
느릅나무, 계단 및 입구 홀.
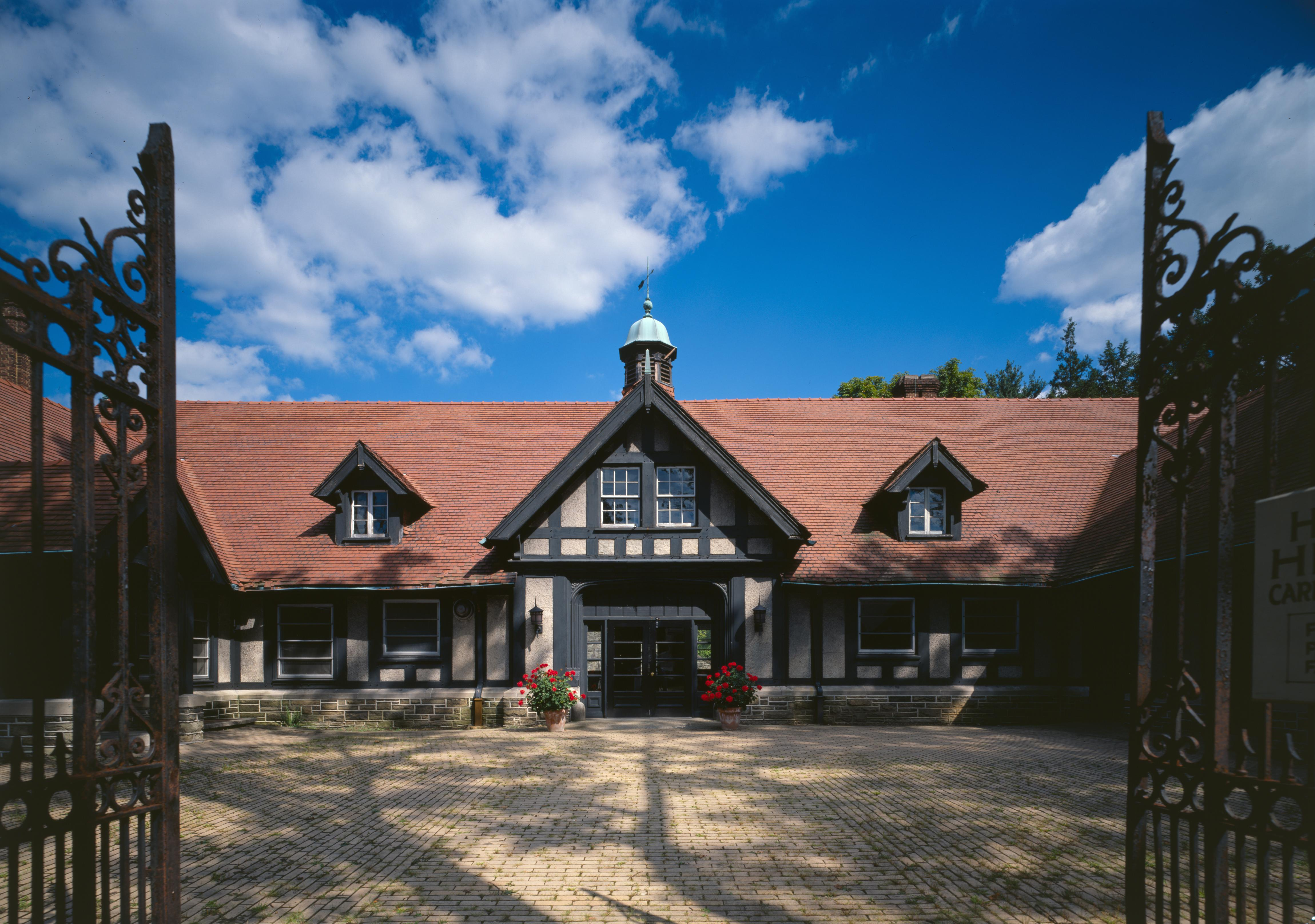
High Gate (James E. Watson 맨션)의 마차 집, Fairmont, WV (1910-13). 옆에 있는 영주의 집은 지금 장례식장이다.
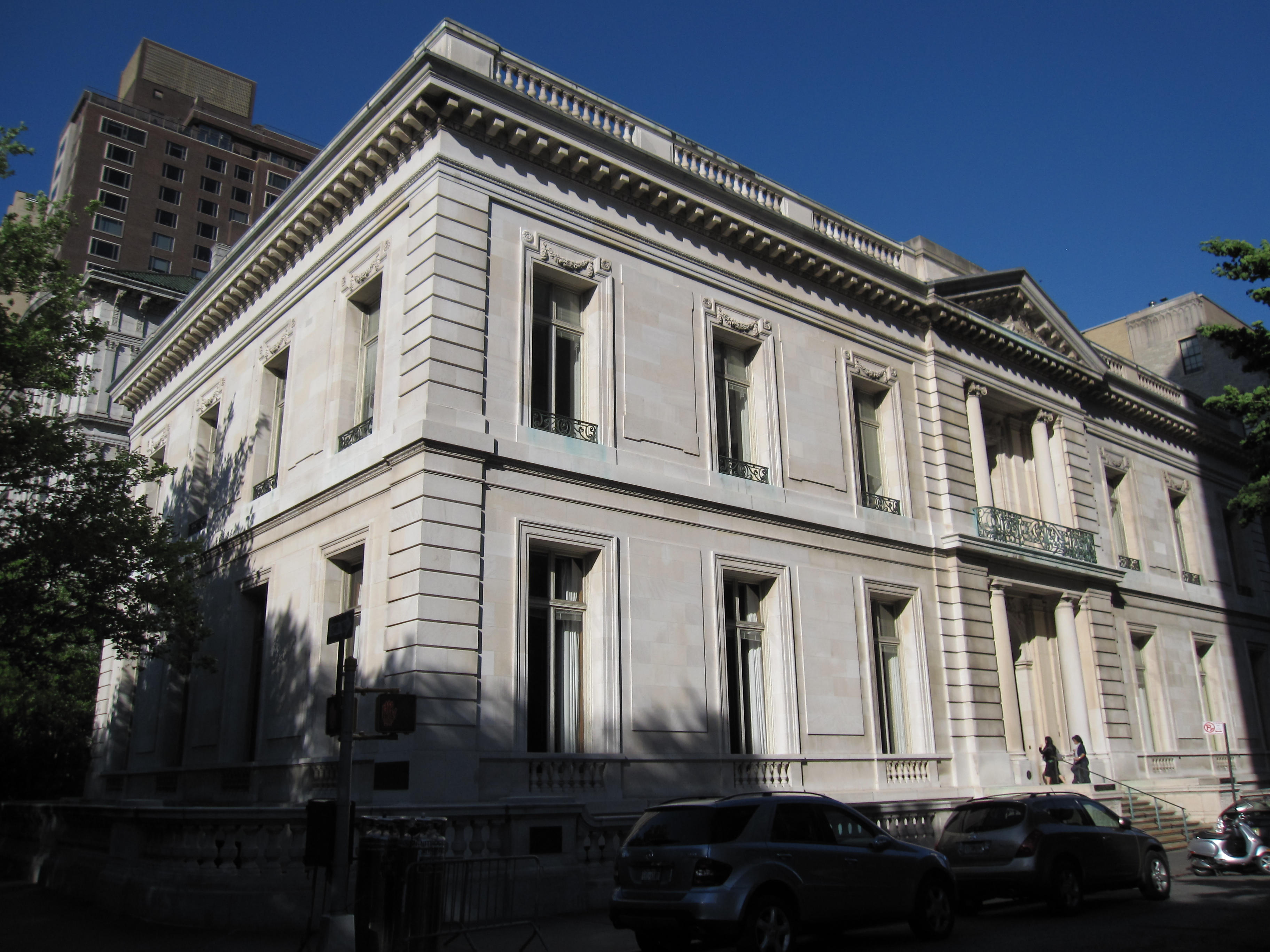
James B. Duke 맨션, New York, New York(1912)(현재 뉴욕 대학교 미술 연구소 ).
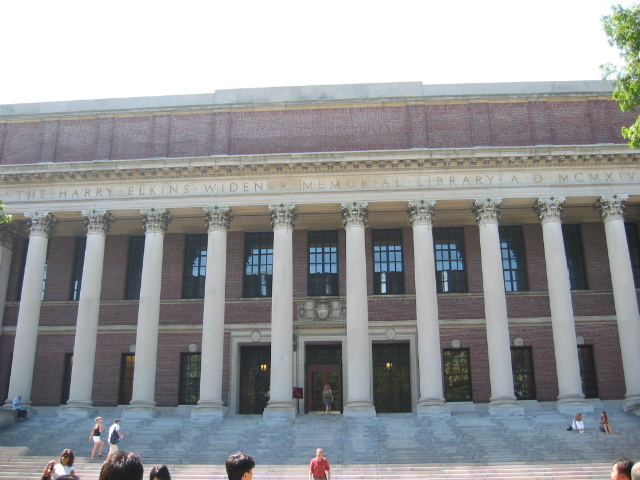
해리 엘킨스 와이드너 기념 도서관, 하버드 대학교, 케임브리지, 매사추세츠(1915).
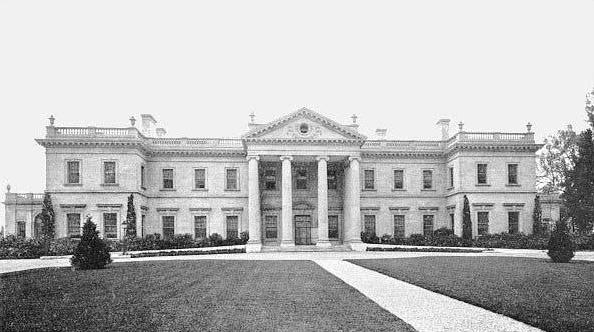
Whitemarsh Hall ( Edward T. Stotesbury 맨션), Wyndmoor, PA(1916–21, 1980년 철거).
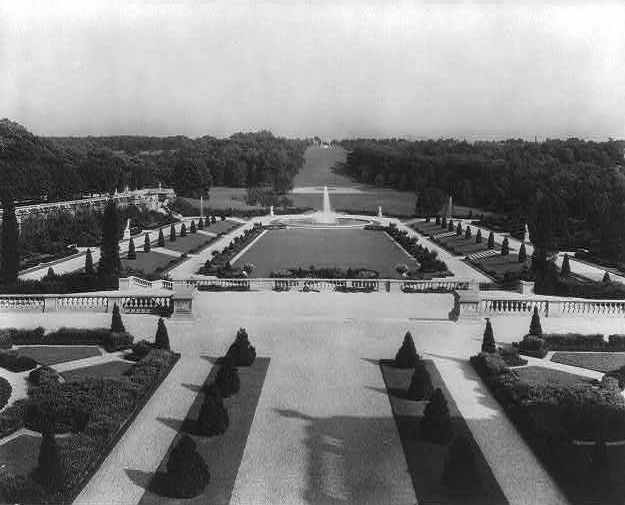
맨션에서 동쪽으로 본 Whitemarsh Hall의 정원. Jacques Greber는 이 1마일 길이의 골목을 포함하여 정원을 설계했다. 사진: 다. 1922년.
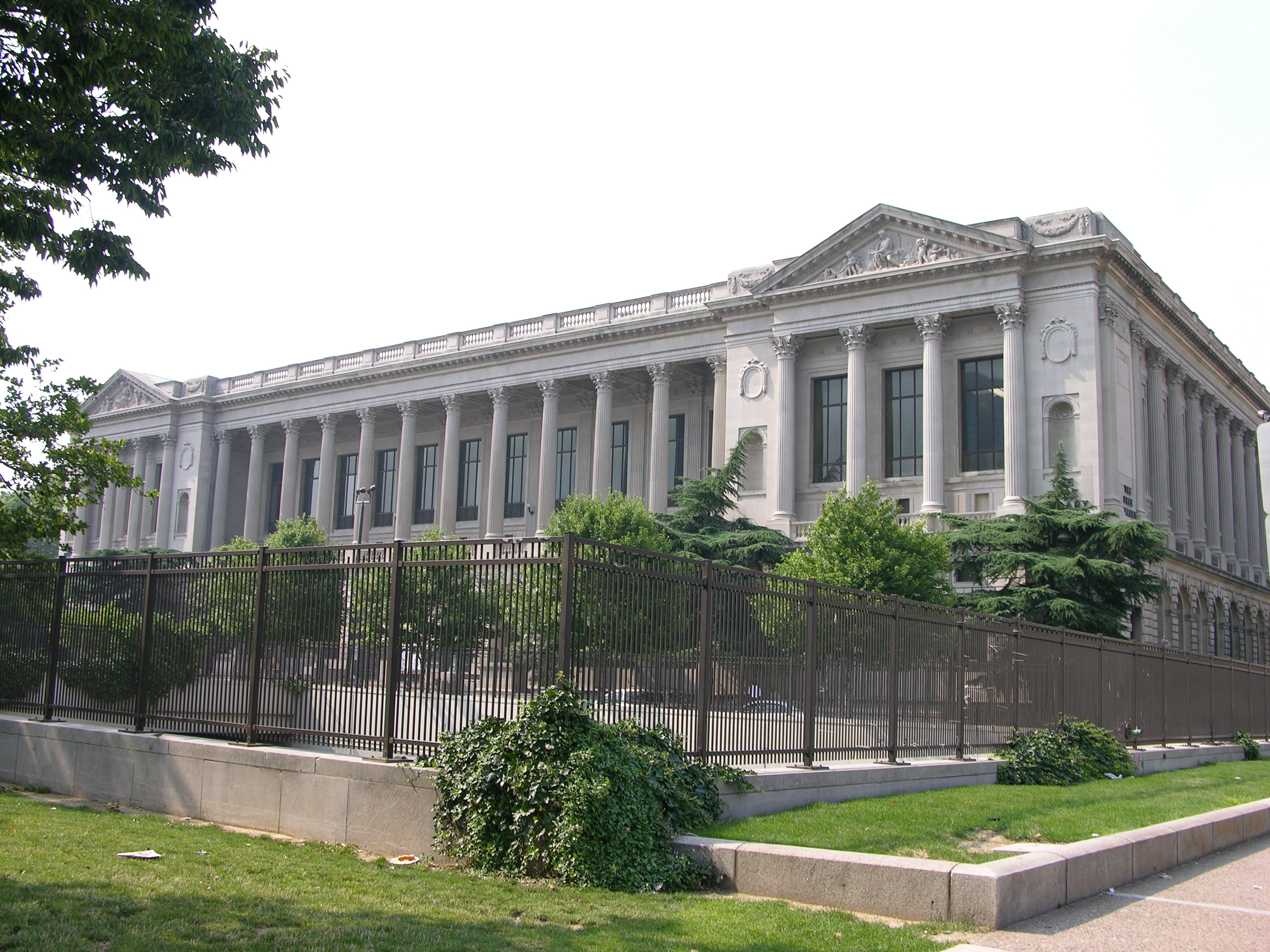
필라델피아 무료 도서관, 로건 스퀘어, 필라델피아, 펜실베니아 (1925-27).
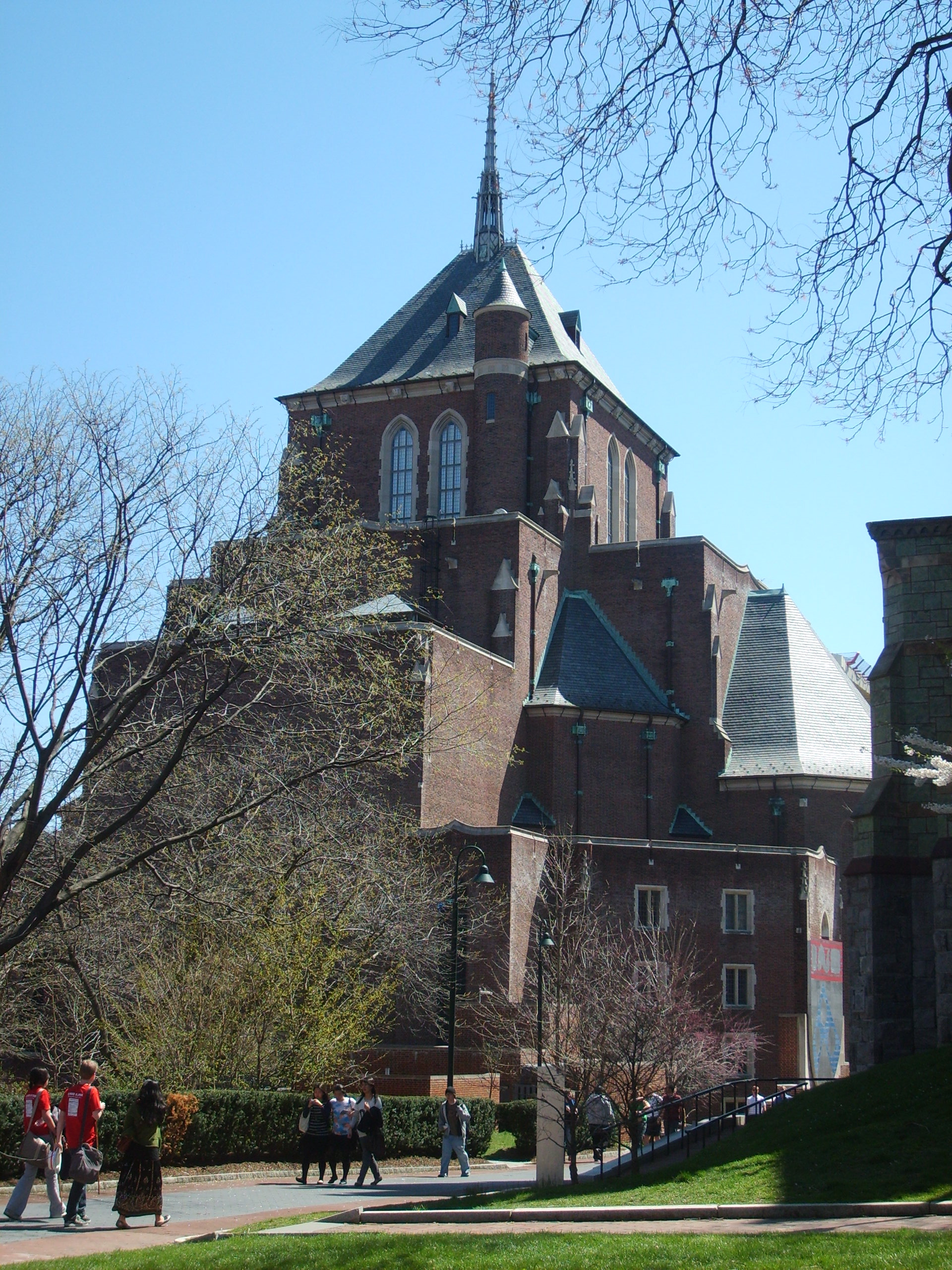
Irvine Auditorium, University of Pennsylvania, 34th & Spruce Sts., 필라델피아, PA(1926-32).
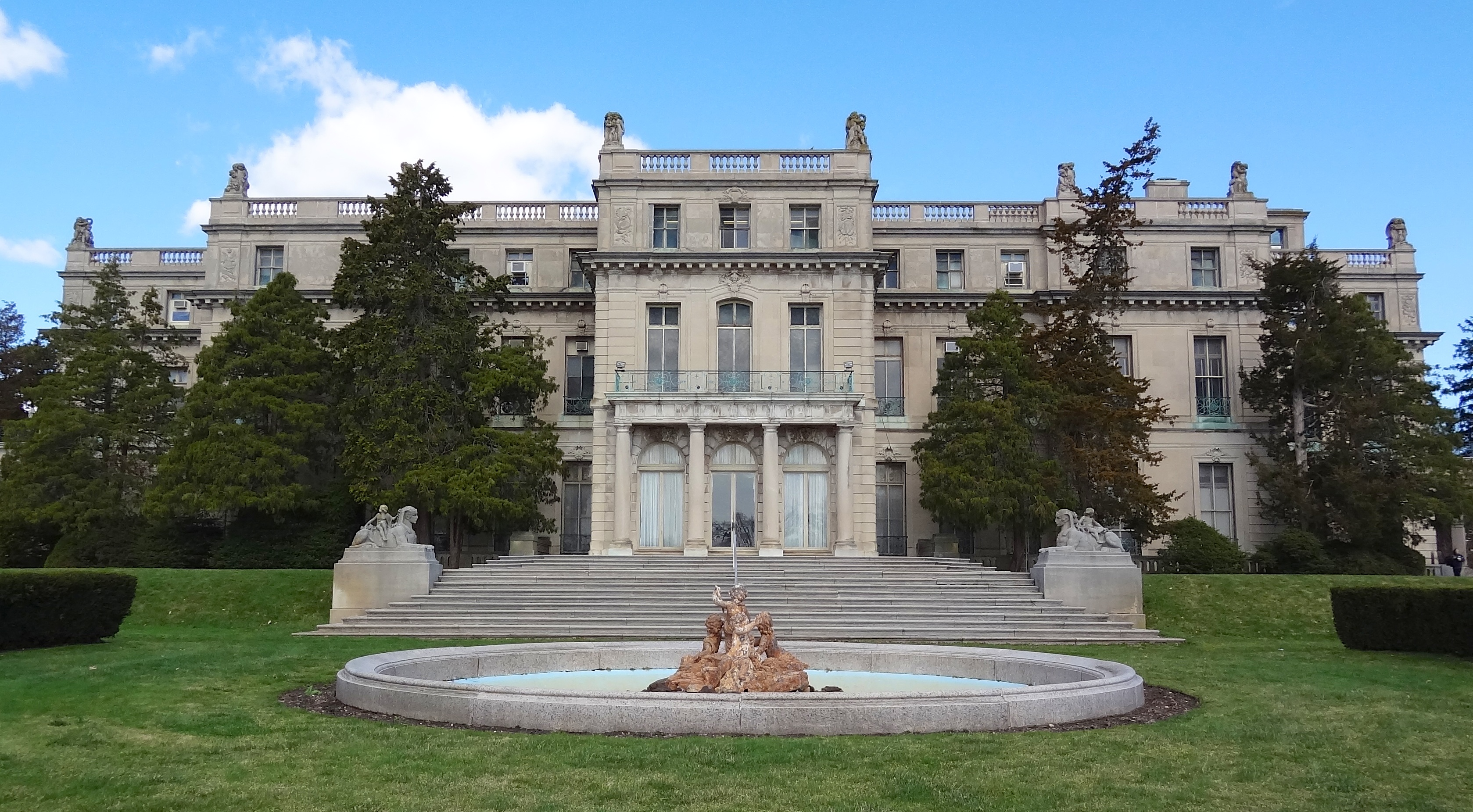
Shadow Lawn (Hubert Templeton Parson 맨션), West Long Branch, NJ(1927). 지금은 몬머스 대학교 우드로 윌슨 홀이다.

## 서지
- Kathrens, Michael C. American Splendor: Horace Trumbauer의 주거용 건축. 뉴욕: Acanthus Press, 2002.ISBN 978-0-926494-22-0ISBN 978-0-926494-22-0